# 京都拉面

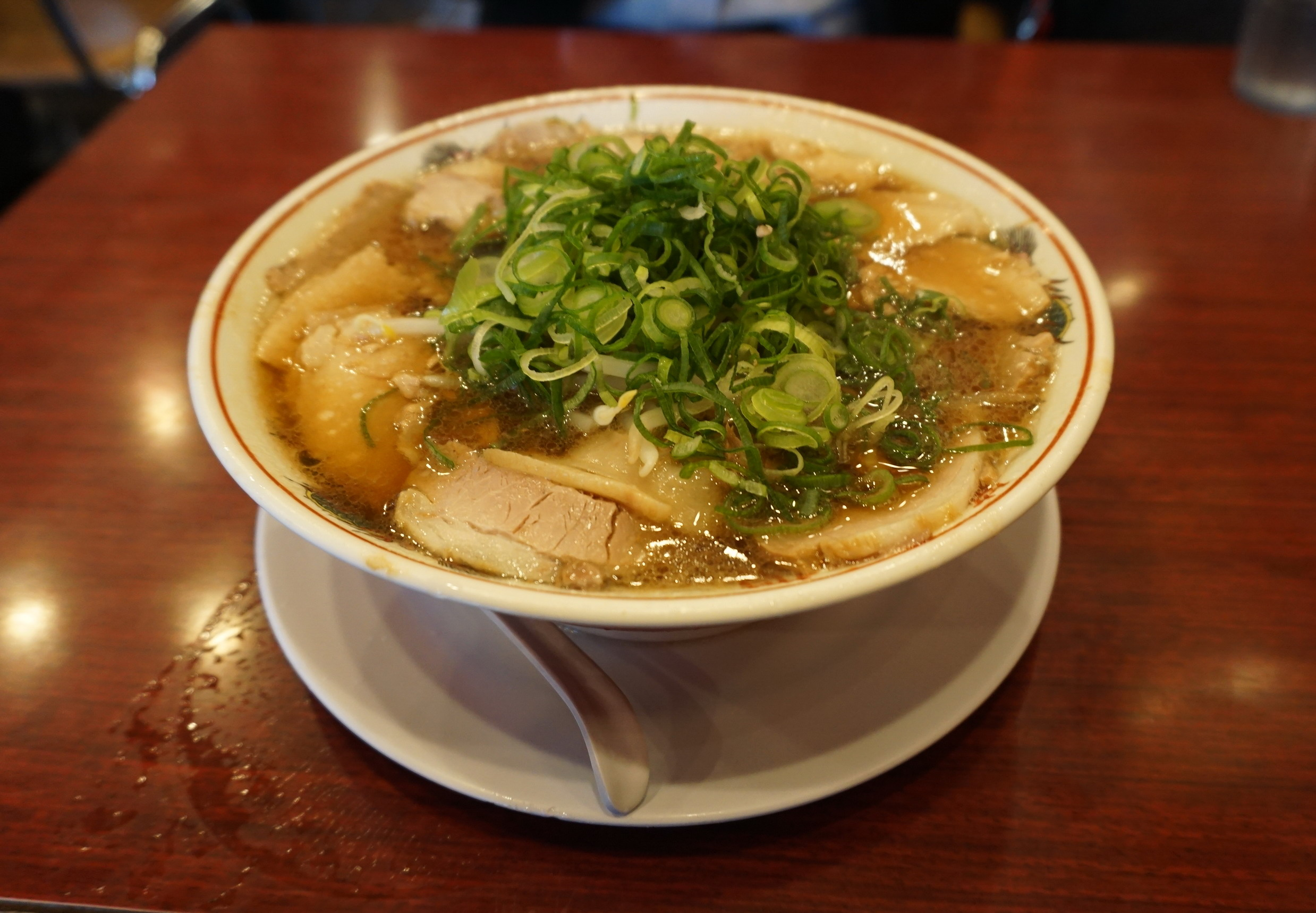
京都拉麵

京都拉面（日文平假名：きょうとラーメン），顾名思义是一种主要流行在日本京都地区的拉面种类，深受京都人民喜爱。京都素有吃拉面的传统，据京都的地方杂志《Leaf》2013年的统计，仅以京都·滋贺一地，每年就会新开50余家京都风味拉面店。 

## 概要
京都风味的拉面特点在于醇厚的浓汤 。 
新横滨拉面博物馆认为京都拉面起源于1938年京都站附近一位来自中国浙江省的徐永俤开设的摊位。现在徐永俤已将店铺搬迁到位于京都站东边的下京区高桥地区附近以「新福菜馆」为名再次开业。。 
后来，一家在1949年创立的餐厅「Masutani」（日文名：ますたに）开创了一种叫做“背脂拉面”（日文名：背脂ラーメン）的京都拉面新流派，“背脂”指的就是猪板油，在拉面成品上浇上一勺猪板油，便能够极大地增加拉面的肉香。 
还有一家成立于1971年的名为“ 天下一品”的拉面店，其特色是将酱油味拉面搭配上了回味无穷的鸡骨汤。现如今的“ 天下一品”成为了陪伴京都拉面美食文化共同成长的一份子，其拉面店更是已经开遍了日本全国。

## 京都拉面的连锁店
新福菜馆：只有一家主店，位于京都站高桥地区附近，始创于1938年，因菜馆自1945年以来一贯的装饰风格，被人称为是京都老铺之一、京都拉面的源流、根源等。现在其连锁店在全日本有10余家店。
本家第一旭：同样只有一家主店，于1947年创立，店铺就开在新福菜馆旁边。其连锁店在全日本有数十家之多。
Masutani（日文名：ますたに）：被称为“背脂拉面”的元祖。
天下一品：于1971年创立，截止至2020年5月10日已有236家加盟店。
拉面横綱：于1972年创立，截止至2020年已有43家加盟店。
拉面魁力屋：于2005年创立，截止至2017年8月11日已有79家加盟店。
来来亭：于1997年创立，截止至2019年3月已有230余家加盟店。